# Orsoc I d'Arborea
Orsoc I d'Arborea fou jutge d'Arborea.
Fill de Marià I de Zori. Vivia al segle xi i va traslladar la capital de Tharros a Oristany. Va construir l'església de San Nicolau a Ottana. Se suposa que es va casar amb Nigata, i que van tenir un fill anomenat Torbè (casat amb Anna de Zori) que fou jutge d'Arborea i va morir després del 15 d'octubre de 1102, pare al seu torn d'Orsoc II de Zori casat amb sa cosina Maria d'Orrù, mort abans del 1122 i darrer representant de la nissaga dels Lacon-Zori.